# Madagasikara
Madagasikara es un género de gasterópodo de la familia Pachychilidae.

## Especies
Este género contiene las siguientes especies:
- Madagasikara johnsoni (E. A. Smith, 1882)[1]
- Madagasikara madagascariensis (Grateloup, 1840)[1][2]
- Madagasikara spinosa (Lamarck, 1822)[3][1]
- Madagasikara vazimba Köhler & Glaubrecht, 2010[1]
- Madagasikara vivipara Köhler & Glaubrecht, 2010[1]
- Madagasikara zazavavindrano